# Штефан Пфайффер
Штефан Пфайффер (нім. Stefan Pfeiffer, 15 листопада 1965) — німецький плавець.
Призер Олімпійських Ігор 1984, 1988 років, учасник 1992 року.
Чемпіон світу з водних видів спорту 1991 року.
Призер Чемпіонату Європи з водних видів спорту 1983, 1985, 1987, 1989 років.